# Pohoří (district de Rychnov nad Kněžnou)
Pour les articles homonymes, voir Pohoří.
Pohoří (en allemand : Pohorsch) est une commune du district de Rychnov nad Kněžnou, dans la région de Hradec Králové, en Tchéquie. Sa population s'élevait à 677 habitants en 2022.

## Géographie
Pohoří se trouve à 5 km à l'ouest de Dobruška, à 19 km au nord-ouest de Rychnov nad Kněžnou, à 22 km au nord-est de Hradec Králové et à 121 km à l'est-nord-est de Prague.
La commune est limitée par Bohuslavice au nord-ouest et au nord, par Dobruška à l'est, par Opočno au sud et par České Meziříčí au sud-ouest.

## Histoire
La première mention écrite de la localité date de 1361.

## Galerie

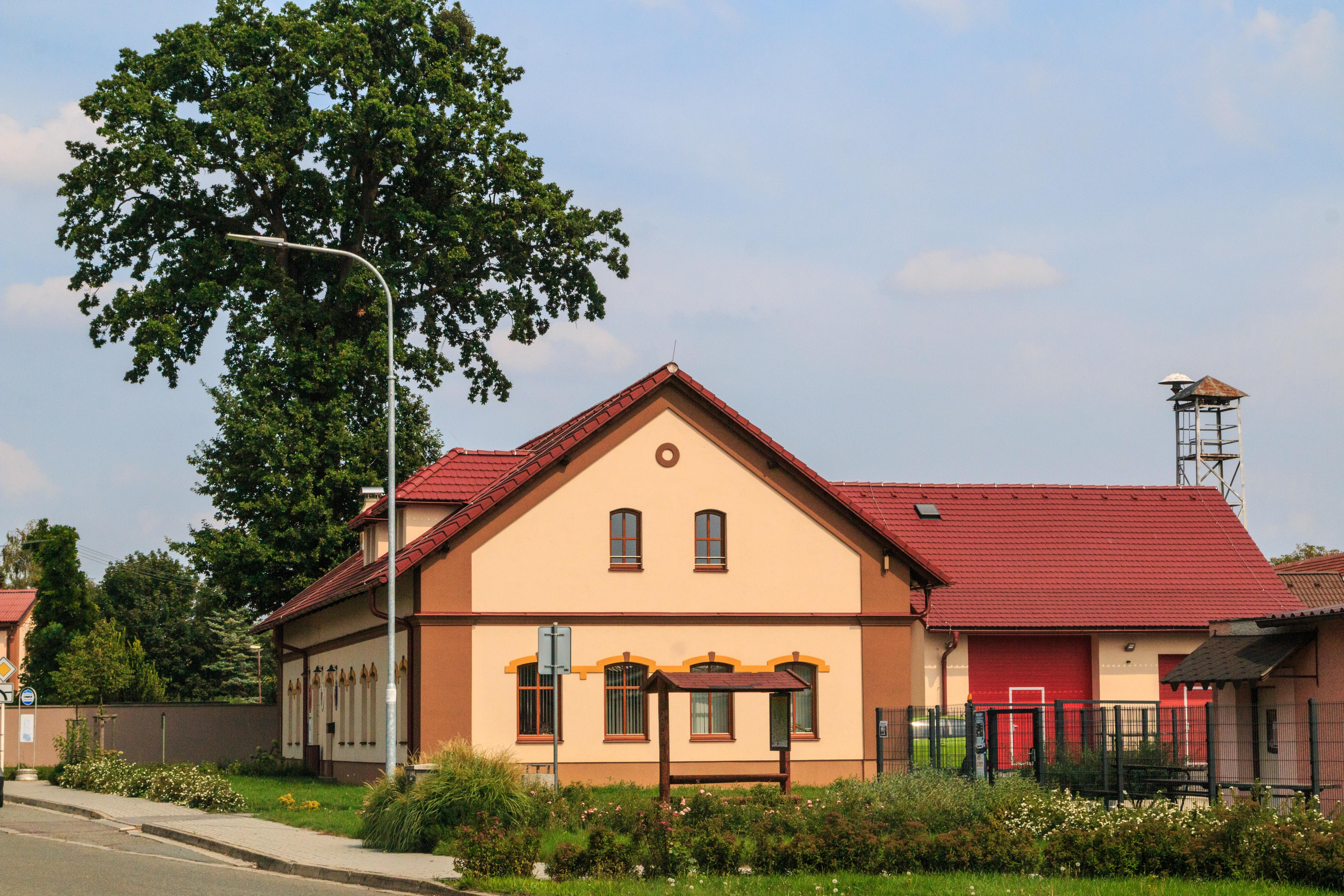
Pohoří : la mairie.
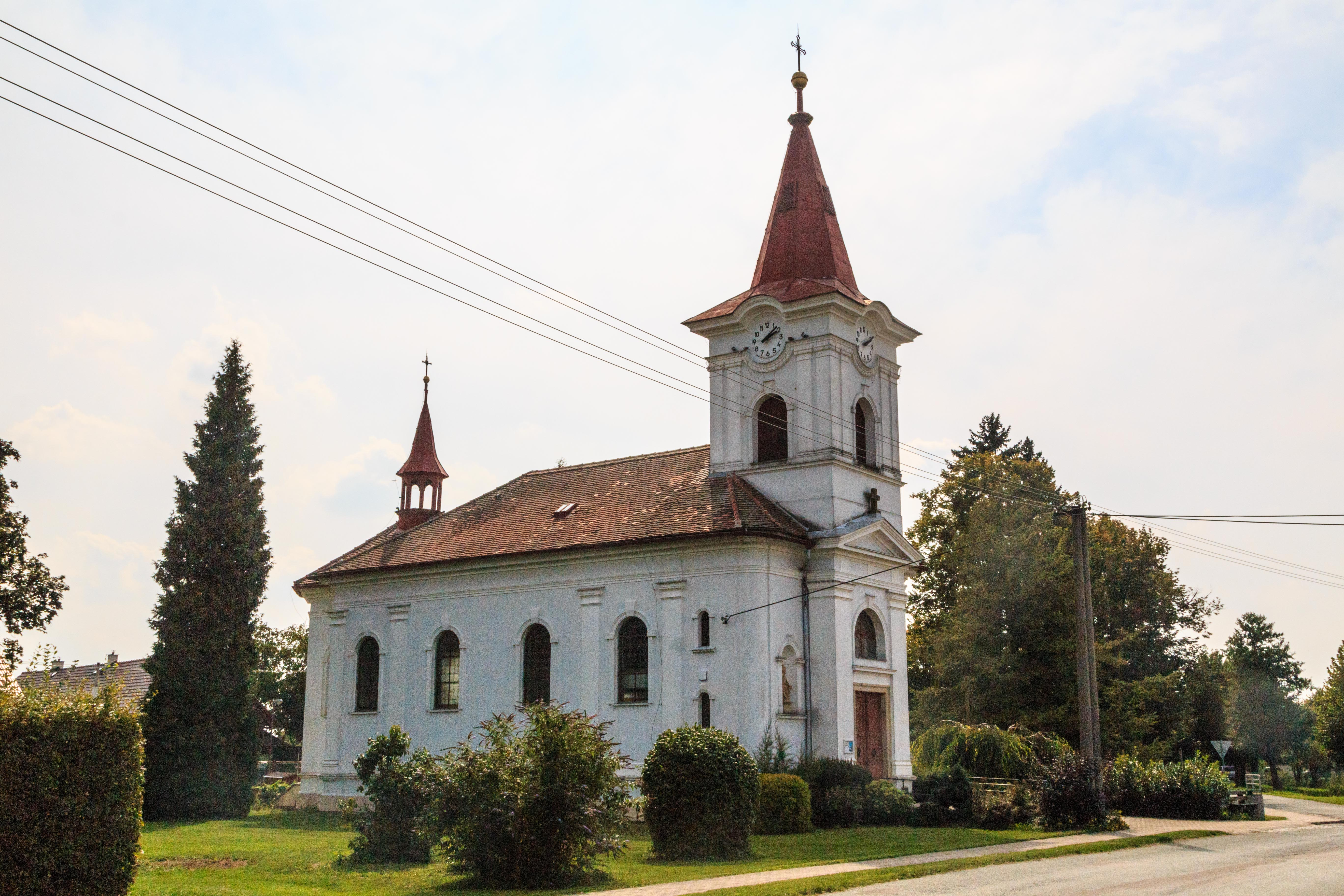
Église Saint-Jean-Baptiste.

## Transports
Par la route, Podbřezí se trouve à 5,7 km de Dobruška, à 25 km de Rychnov nad Kněžnou, à 26 km de Hradec Králové et à 146 km de Prague.